# Delta lui Venus
Delta lui Venus este titlul unei opere în proză scrisă de Anaïs Nin. Opera aparține literaturii erotice, în care titlul face aluzie la triunghiul din regiunea genitală feminină. Ea este alcătuită din 15 narațiuni erotice scurte, care fascinează prin imaginația autoarei și pleiada de personaje: un aventurier maghiar care își corupe copiii, pictori din Montmartre și modelele lor etc. Scriitoarea inventează o lume care funcționează pe un singur principiu, cel al instinctului dezlănțuit.